# Стример (телерадіотрансляція)
(Онлайн-)Стример[джерело?] або стрімер — це людина, яка транслює себе та свої дії у прямому ефірі за допомогою потокових ресурсів. Галузі діяльності онлайн стримерів дуже розширилися останнім часом, починаючи від традиційного геймерства, продовжуючи навчальним контентом, уроками, а також звичайним спілкуванням з чатом.

## Історія
Стримери, у сучасному вигляді, почали з'являтися приблизно у 2010 році, але їх корінням можна відслідкувати на таких платформах як YouTube, де користувачі завантажували вже готові відео у вигляді влогів чи Летс Плеїв. Такий контент не був у прямому ефірі, але користувався попитом аудиторії, тож багато користувачів набули популярності. Багато з них потім побудували кар'єру на такій діяльності.
Пізніше такі платформи як Twitch, де все більше та більше людей змогли проводити трансляції та заробляти на них, дозволили ставати фул-тайм стримерами. Завдяки немалим заробіткам, стримерство стало життєздатним варіантом кар'єри для людей, які так чи інакше можуть зацікавити аудиторію. Сьогодні існує багато різних платформ, на яких люди можуть стриміти та створювати нішу для себе власним унікальним контентом.

## Різновиди стримерів

### Стримери відеоігор
Летсплеєри набули популярності ще з самого започаткування прямих трансляцій, завдяки цьому вони і до цих пір збирають найбільшу аудиторію та фан-базу в Інтернеті. У цій сфері стримери часто транслюють Летсплеї, ігрові марафони, гайди та проходження відеоігор. Для багатьох стримінг був хобі, але з часом прибутки дозволили заробляти та займатися улюбленою справою фул-тайм. Завдяки такій популярності кожного дня з'являється все більше новачків, які намагаються зацікавити аудиторію своєю особистістю, а не тільки вмінням грати ігри. Найвідоміші стримери відеоігор — PewDiePie та Ninja, які щороку заробляють мільйони доларів лише за допомогою потокової передачі.

### IRL стримери
Незважаючи на те, що більшість професійних стримерів та новачків транслюють відеоігри, багато хто часто робить IRL (in real life) трансляції, де вони транслюють себе та своє повсякденне життя. Стримери займаються різними справами, читаючи поради та запитання своїх глядачів. Спочатку багато потокових платформ забороняли неігрові прямі трансляції, оскільки вважалось, що це знизить якість вмісту їх сайтів. Але з часом виріс попит на неігрові трансляції, тому багато потокових платформ вирішили змінити політику та дозволити стріми IRL. Такі трансляції можуть бути найрізноманітнішими: від відповідей на запитання перед комп'ютером, зв'язку зі свого телефону під час прогулянки на вулиці або навіть проведення навчальних трансляцій. Стріми IRL стали популярнішими з роками як хороші альтернативи для глядачів, які не цікавляться іграми. Найпопулярніший стример ІРЛ — IcePoseidon  [Архівовано 29 червня 2020 у Wayback Machine.], який транслює подорожі по Великій Британії та з різним місцям Сполучених Штатів Америки.

### Стримери порнографії (еротики)
Порнографічні стріми також достатньо популярні серед глядачів, як спосіб спілкування з моделями та порнозірками онлайн. Порнографічних стримерів часто також називають камзірками. Вони транслюють себе оголеними та виконують різні сексуальні дії (часто на прохання глядачів). Ця ніша зайнята не лише жінками, часто зустрічаються і чоловіки, і навіть пари. Завдяки зацікавленості аудиторії багато порнографічних сайтів також додали можливість здійснювати прямі трансляції. Це стало ще одним способом для порнозірок та моделей заробляти та створювати контент для свої шанувальників. Деякі сайти, такі як Plexstorm, навіть створили для себе нішу, слугуючи сайтом, де користувачам дозволяється транслювати відеоігри під час виконання або показу сексуального контенту  або . Це також один з небагатьох сайтів, що дозволяє грати порнографічні ігри під час ефіру.